# 李庶民
李庶民（1921年—），曾用名李树铭，男，山西五寨人，中华人民共和国政治人物，曾任宁夏回族自治区人民政府副主席，宁夏回族自治区人大常委会副主任。